# Karl Lemnitz

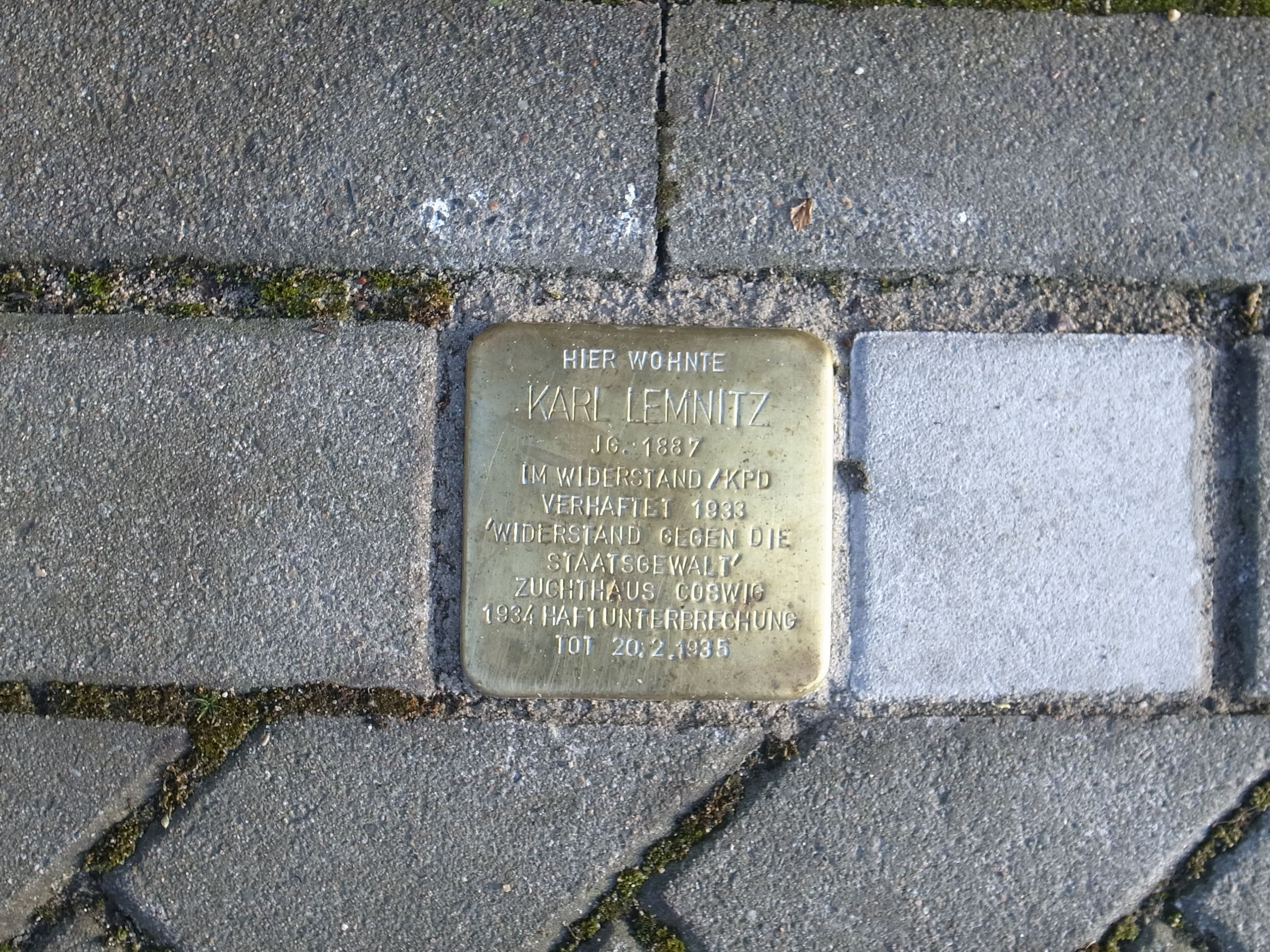
Stolperstein für Karl Lemnitz

Karl Lemnitz (* 16. Oktober 1887 in Bobbau; † 20. Februar 1935 in Dessau) war ein deutscher Kommunist und Widerstandskämpfer gegen den Nationalsozialismus.

## Leben

### Karriere
Lemnitz war ein ungelernter Arbeiter, welcher von 1907 bis 1910 in der Kavallerie des Deutschen Heeres diente. Mit Weltkriegsbeginn 1914 wurde er erneut eingezogen, 1916 jedoch wegen Achtungsverletzung, Beleidigung eines Vorgesetzten und Fahnenflucht zu acht Jahren Gefängnis verurteilt. Die Strafe wurde im Dezember 1918 amnestiert und Lemnitz kehrte nach Dessau zurück. Während der Weltwirtschaftskrise wurde er 1931 arbeitslos. Ab 1932 war Karl Lemnitz Mitglied der KPD und des Roten Frontkämpferbundes (RFB), zu dessen Aktivisten in der Dessauer Ortsgruppe er zählte. Bald nach Hitlers „Machtergreifung“ wurde er am 5. Februar 1933 in Dessau verhaftet und „wegen Widerstandes gegen die Staatsgewalt und versuchter Gefangenenbefreiung“ zu zwei Jahren und einem Monat Zuchthausstrafe verurteilt.
Nach Misshandlungen in der Strafanstalt Coswig wurde er als haftunfähig entlassen. Dennoch klagte die NS-Justiz Lemnitz 1934 zwei weitere Male wegen „Vorbereitung eines hochverräterischen Unternehmens“ an. Die erste Verhandlung endete mit Freispruch, die zweite mit einer Verurteilung zu 18 Monaten Gefängnis. Noch vor Antritt dieser Haftstrafe starb er am 20. Februar 1935 in Dessau-Törten an Lungenkrebs.
Die Karl-Lemnitz-Straße in Dessau ist nach ihm benannt.

### Familie
Lemnitz war verheiratet und Vater von vier Kindern. 